# 艾琳·格斯特
艾琳·格斯特（英語：Irene Guest，1900年7月22日—1970年6月14日），美国女子游泳运动员。她曾代表美国参加1920年夏季奥林匹克运动会游泳比赛，获得女子4×100米自由泳接力金牌和女子100米自由泳银牌。